# 青森県道5号野辺地六ケ所線
青森県道5号野辺地六ケ所線（あおもりけんどう5ごう のへじろっかしょせん）は、青森県上北郡野辺地町から六ヶ所村を結ぶ県道（主要地方道）である。

## 概要
野辺地町字木明で国道279号（現道・通称むつはまなすライン）から分岐し、国道279号下北半島縦貫道路野辺地木明ICを通過・青森県道25号東北横浜線・国道394号交差して六ヶ所村大字平沼で国道338号に接続している。

### 路線データ
以下は青森県例規集に収録されているデータである。
- 起点 : 上北郡野辺地町
- 終点 : 上北郡六ケ所村

## 歴史
- 1961年（昭和36年）2月10日 - 県道に認定される[1]。
- 1993年（平成5年）5月11日 - 建設省により県道野辺地六ケ所線が主要地方道野辺地六ケ所線に指定される[2]。

## 地理

### 沿線
- えびなファーム
- 六ヶ所村立酪農会館
- 六ヶ所村立千歳中学校
- 青森県立六ヶ所高等学校
- 高田牧場